# Diana Osorio
Diana Osorio Backosa (Ciudad de México, 14 de noviembre de 1978) es una ex actriz mexicana, conocida por sus participaciones en telenovelas como El cuerpo del deseo y Acorralada.

## Carrera profesional
Su primer papel lo obtuvo en la telenovela Tres mujeres en 1999 interpretando a Verónica Toscano, papel que le entregó reconocimiento en el medio y darse a conocer en productores quienes no dudaron en contar con ella en sus proyectos.
Reapareció en telenovelas en 2000 interpretando a Mariana Garay Arismendi en la producción de Siempre te amaré al lado de Laura Flores. Al término de esta producción se integró como Lupita en actuación especial en el melodrama Carita de ángel como pareja de Gabriel Soto.
Su siguiente telenovela fue El juego de la vida en 2001 como Carmen "Carmelita" Pérez. 
Durante 2002, se integró al extenso elenco de la miniserie Mujer, casos de la vida real apareciendo en episodios titulados "Mi hermana mayor" y "Novia de pueblo". Ese mismo año debutó en el cine con el personaje de Yadhira en la película Punto y aparte.
En la telenovela Velo de novia en 2003 interpretó a Ximena Robleto.
Se radicó en Miami en 2005 en busca de nuevas oportunidades laborales, meses pasaron e ingresó a Telemundo como parte protagónica en El cuerpo del deseo interpretando a Valeria Guzmán Macedo, la misma hace acreedora de buenas críticas por medios de comunicación.
En 2006, participó en la serie Decisiones como parte estable de algunos episodios titulados "Una luz al final del camino" y "Dos gardenias".
Nuevamente cambió de televisora y se integró como villana en el melodrama Acorralada de Venevisión como Pilar Álamo, novia caprichosa del personaje de William Levy que se llama Larry Irazábal Alarcón.
Se retiró un tiempo de foros. En 2009, participó en Pecadora también de Venevisión como Andrea.
Participó en la telenovela de Nicandro Díaz González titulada Soy tu dueña en el personaje de Margarita Corona en la televisora Televisa.
Después, se le pudo ver como Alejandra Forlán en la telenovela juvenil de Nickelodeon (Latinoamérica) que se tituló Grachi, el cual sería su último proyecto antes de retirarse.

## Vida personal
Hija de Héctor Osorio, aviador de profesión y María de Osorio. 
Tiene una hija de su esposo. Vive en Nueva York (Estados Unidos). Desde que se retiró de la actuación, es ama de casa.
Comenzó su carrera como actriz luego de estudiar en el Centro de Educación Artística de Televisa.

## Filmografía

### Telenovelas
- Grachi (2012) como Alejandra Forlán.
- Soy tu dueña (2010) como Margarita Corona.
- Pecadora (2009) como Andrea.
- Acorralada (2007) como Pilar Álamo.
- El cuerpo del deseo (2005) como Valeria Guzmán Macedo.
- Velo de novia (2003) como Ximena Robleto.
- El juego de la vida (2001) como Carmen "Carmelita" Pérez.
- Carita de ángel (2000) como Lupita.
- Siempre te amaré (2000) como Mariana Garay Arismendi.
- Tres mujeres (1999) como Verónica Toscano.

### Series
- Decisiones (2006) como Nancy. Apareciendo en varios episodios.
- Mujer, casos de la vida real (2002) como Lizeth. Apareciendo en varios episodios.

### Cine
- Punto y aparte(2002) como Yadhira.